# IC 3959
IC 3959 је елиптична галаксија у сазвјежђу Береникина коса која се налази на листи објеката дубоког неба у Индекс каталогу.
Деклинација објекта је + 27° 47' 1" а ректасцензија 12h 59m 8,3s. Привидна величина (магнитуда) објекта IC 3959 износи 14,2 а фотографска магнитуда 15,2. Налази се на удаљености од 94,383 милиона парсека од Сунца. IC 3959 је још познат и под ознакама MCG 5-31-59, CGCG 160-217, DRCG 27-69, PGC 44553.